# USS Nassau (LHA-4)
USS Nassau (LHA-4) byla americká vrtulníková výsadková loď, která byla vyřazena ze služby roku 2011. Jednalo se o čtvrtou a předposlední jednotku třídy Tarawa.

## Výzbroj
V červenci 1979 byla Nassau vyzbrojena třemi 127mm lodními kanóny Mk 45, šesti 20mm automatickými kanóny Oerlikon a dvěma osminásobnými raketomety Mk 25, které byly určeny pro odpalování protiletadlových řízených střel RIM-7 Sea Sparrow. Po modernizaci v 90. letech byla loď vyzbrojena čtyřmi 25mm automatickými kanóny Mk 38, třemi 12,7mm kulomety M2HB, dvěma 20mm hlavňovými systémy blízké obrany Mk 15 Phalanx a dvěma raketovými systémy blízké obrany RIM-116 RAM.

## Letadla a vrtulníky

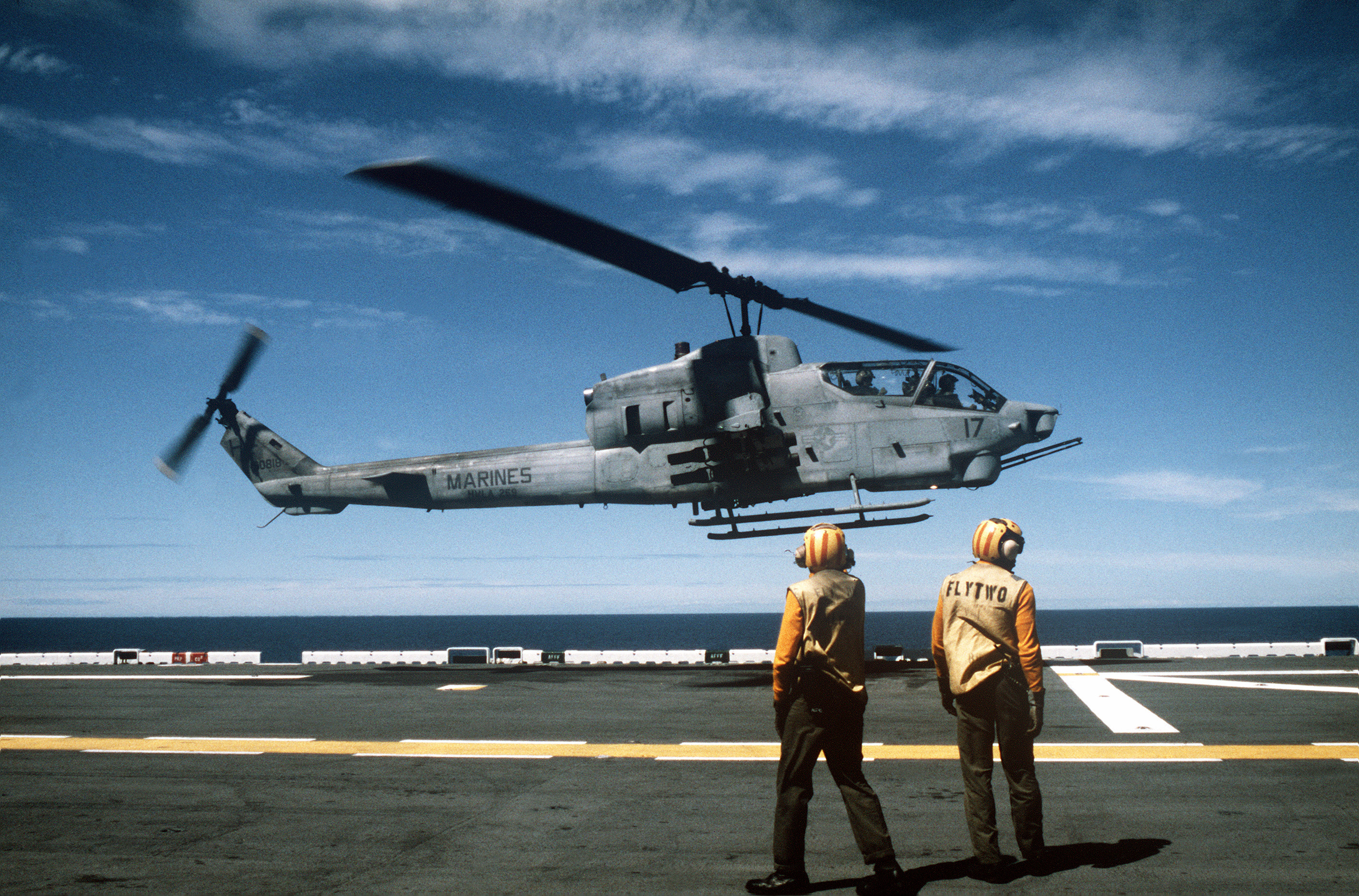
Bell AH-1T Sea Cobra přistávající na USS Nassau během operace Pouštní bouře

Nassau disponovala šesti bitevními letouny McDonnell Douglas AV-8B Harrier II, které jsou schopny vertikálního vzletu i přistání. Dále loď disponovala čtyřmi bitevními vrtulníky Bell AH-1Z Viper, dvanácti transportními vrtulníky Boeing Vertol CH-46 Sea Knight, devíti těžkými transportními vrtulníky Sikorsky CH-53 Sea Stallion a čtyřmi užitkovými vrtulníky Bell UH-1N Twin Huey.

## Galerie

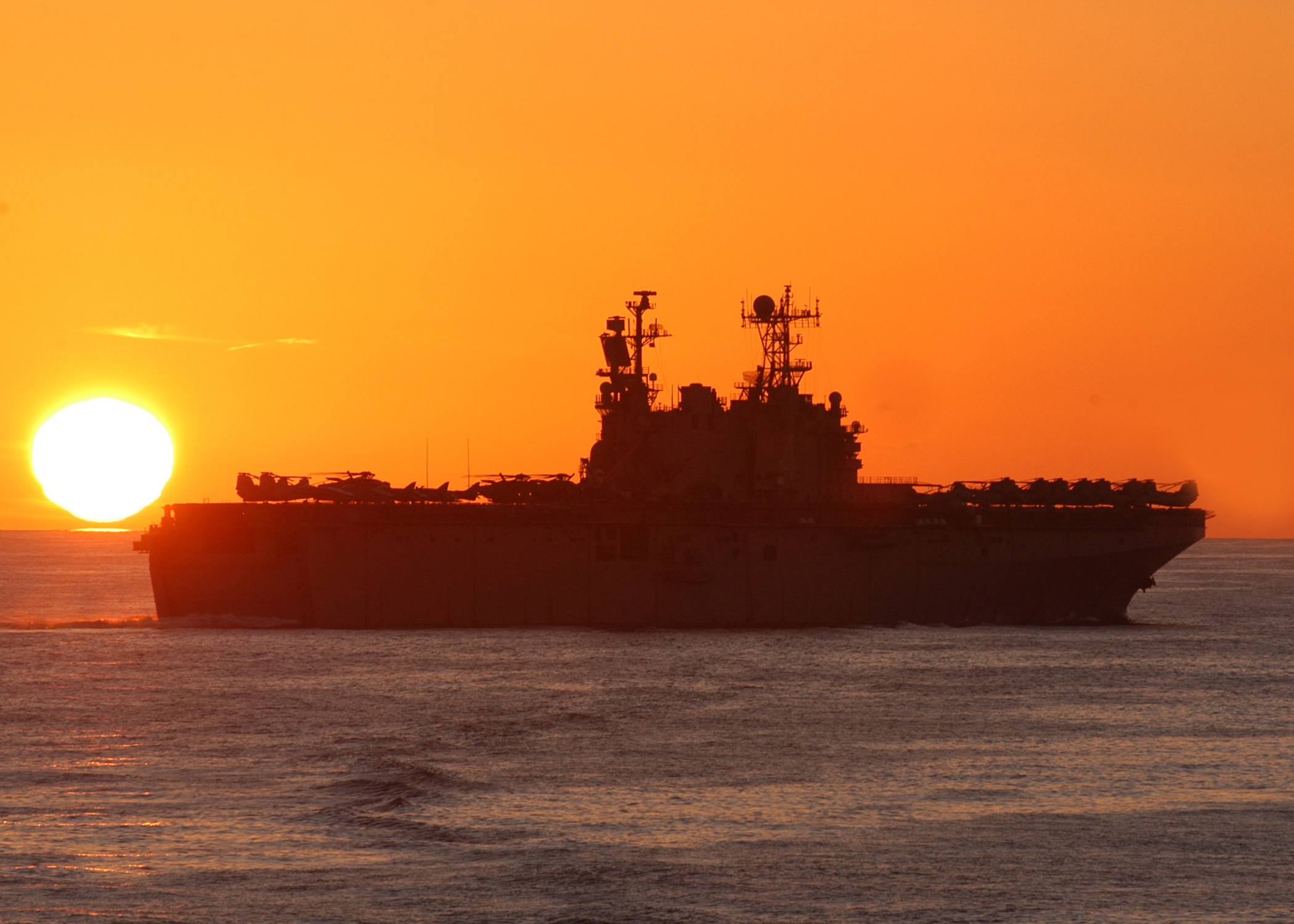
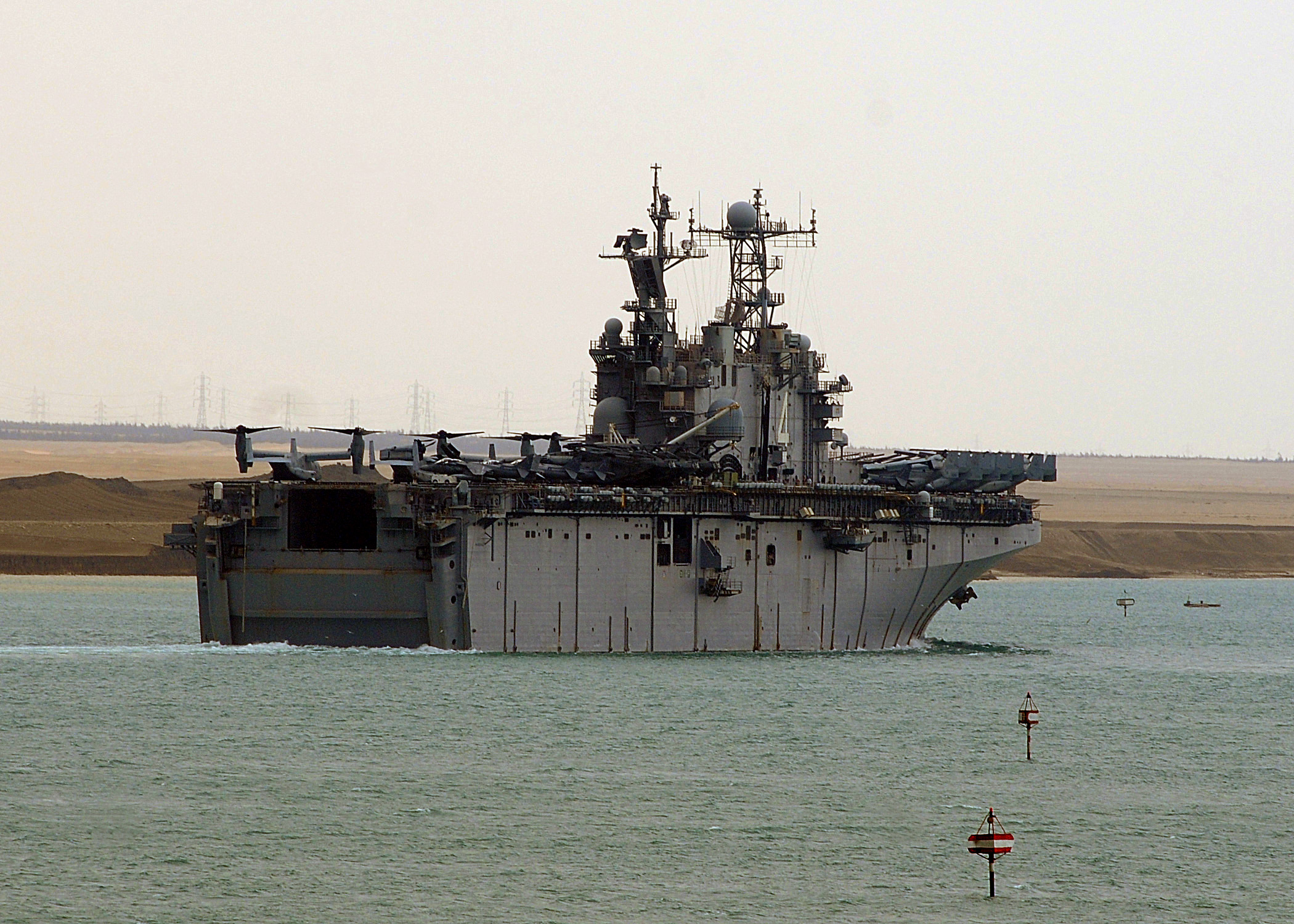
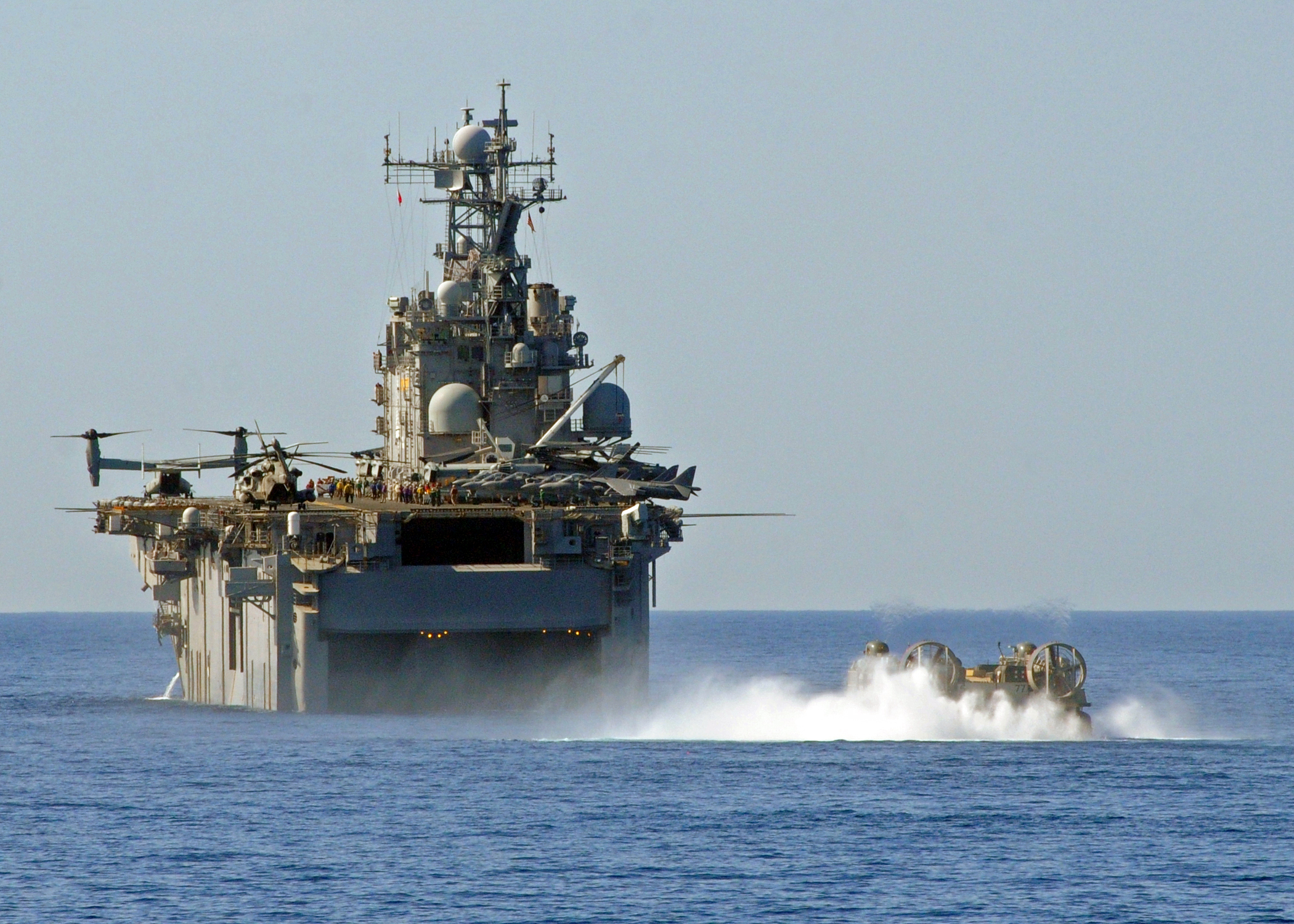
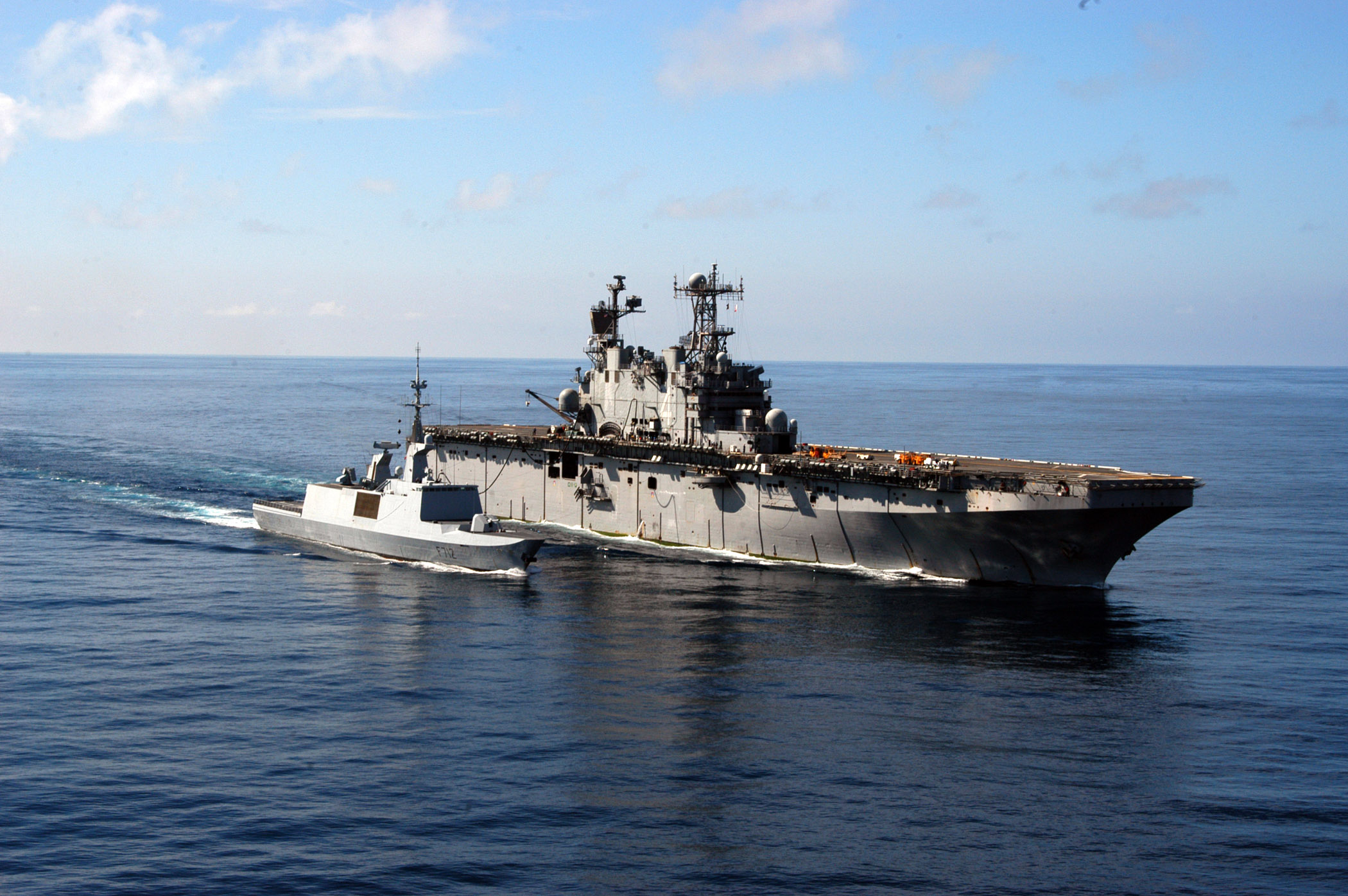
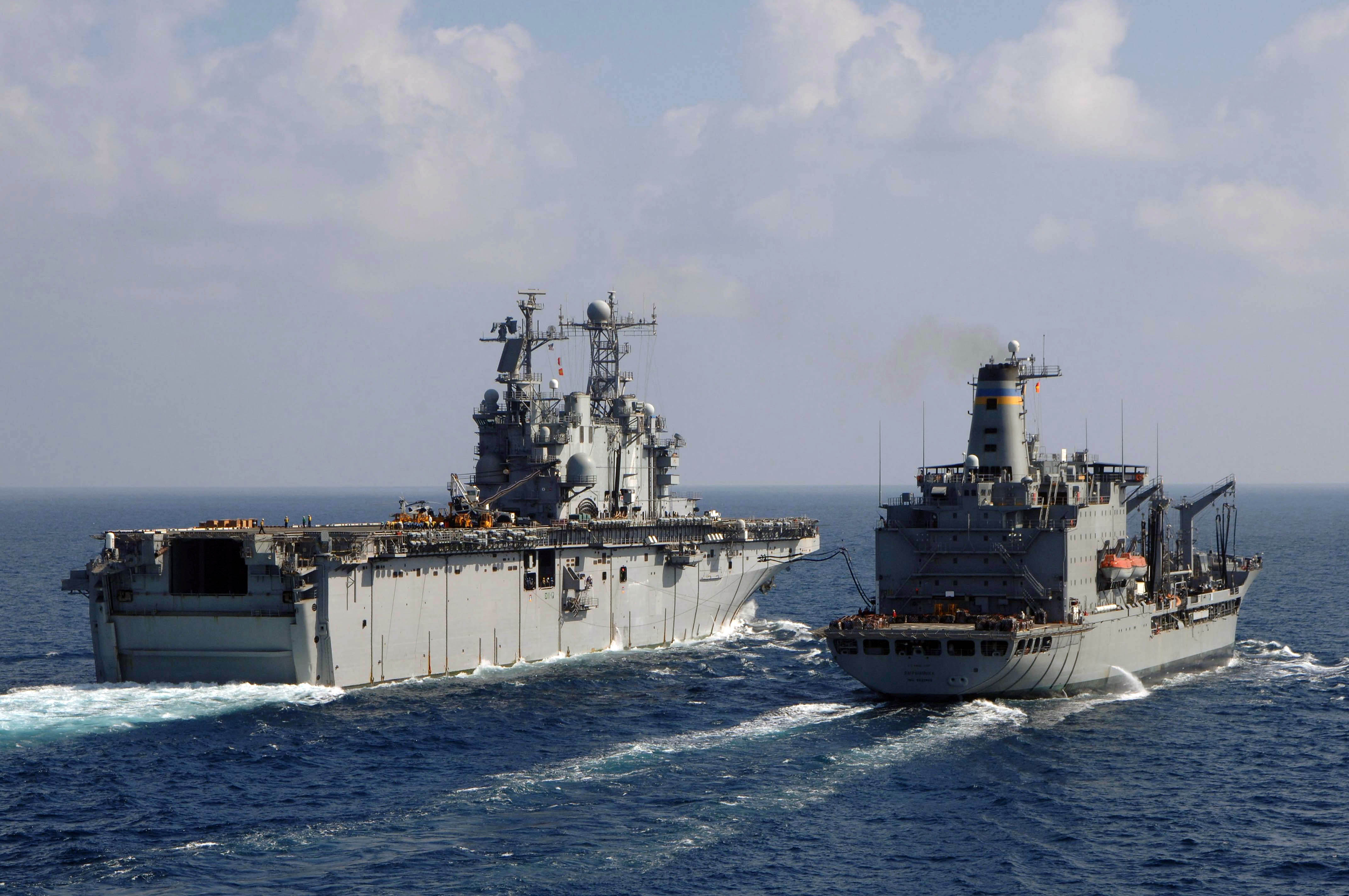